# Dioscorea mollis
Dioscorea mollis är en enhjärtbladig växtart som beskrevs av Carl Sigismund Kunth. Dioscorea mollis ingår i släktet Dioscorea och familjen Dioscoreaceae. Inga underarter finns listade i Catalogue of Life.